# باشگاه فوتبال الرائد
باشگاه الرائد (به عربی: نادي الرائد) یک باشگاه فوتبال از عربستان سعودی است که در شهر بریده قرار دارد. این باشگاه هم‌اکنون در لیگ حرفه‌ای فوتبال عربستان بازی می‌کند.
این باشگاه در سال ۱۹۵۴ میلادی بنیان‌گذاری شده است.
این باشگاه سابقهٔ دو قهرمانی و چهار نایب قهرمانی در لیگ دسته یک و یک قهرمانی در لیگ دسته دوم عربستان را دارد.

## بازیکنان برجسته فعلی
- آندره موریرا
- ماتیاس نورمن